# 莱尼厄
莱尼厄（法語：Leigneux，法語發音：[lɛɲø]）是法国卢瓦尔省的一个市镇，位于该省西部，属于蒙布里松区。

## 地理
莱尼厄（45°45'5"N, 3°58'34"E）面积4.53 平方千米，位于法国奥弗涅-罗讷-阿尔卑斯大区卢瓦尔省，该省份为法国中南部省份，北起顺时针与索恩-卢瓦尔省、罗讷省、伊泽尔省、阿尔代什省、上盧瓦爾省、多姆山省和阿列省接壤。
与莱尼厄接壤的市镇（或旧市镇、城区）包括：利尼翁河畔博安、萨伊苏库藏、圣西克斯特、特雷兰。
莱尼厄的时区为UTC+01:00、UTC+02:00（夏令时）。

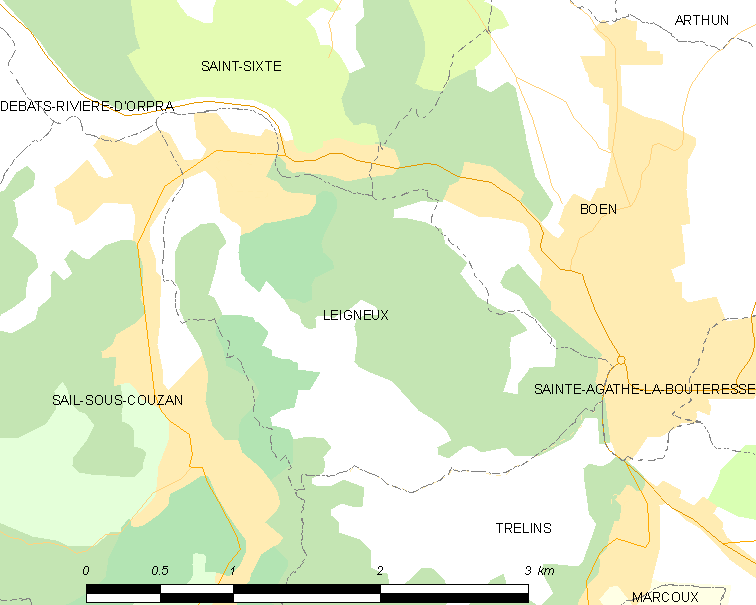
莱尼厄的OSM定位图

## 行政
莱尼厄的邮政编码为42130，INSEE市镇编码为42119。

## 政治
莱尼厄所属的省级选区为利尼翁河畔博安县。

## 交通
卢瓦尔省省道D6线经过境内。

## 人口

1962-2008年间莱尼厄人口变化图示

莱尼厄于2022年1月1日时的人口数量为361人。